# DJane HouseKat
 (novembre 2014).
Si vous disposez d'ouvrages ou d'articles de référence ou si vous connaissez des sites web de qualité traitant du thème abordé ici, merci de compléter l'article en donnant les références utiles à sa vérifiabilité et en les liant à la section « Notes et références ».
DJane HouseKat, de son vrai nom Kathrin Kohlhepp, née en 1987, est une chanteuse, auteure-compositrice et DJ allemande. Elle est connue pour son titre My Party (en) enregistré avec Rameez et sorti en 2012.

## Biographie
En 2012, elle sort le titre My Party avec le rappeur britannique Rameez, qui a été produit par Axel Konrad et Michael Zager. En 2014, DJane HouseKat, sort Girls in Love encore avec Rameez.

## Discographie

### Singles
| Year | Title                       | Peak Chart Position | Peak Chart Position | Peak Chart Position | Peak Chart Position | Peak Chart Position | Album |
| Year | Title                       | GER                 | AUT                 | DEN                 | FRA                 | SWI                 | Album |
| ---- | --------------------------- | ------------------- | ------------------- | ------------------- | ------------------- | ------------------- | ----- |
| 2012 | My Party (feat. Rameez)     | 4                   | 3                   | 25                  | —                   | 14                  | NC    |
| 2013 | All The Time (feat. Rameez) | 44                  | 29                  | —                   | —                   | —                   | NC    |
| 2013 | Don't U Feel Alright        | 50                  | 62                  | —                   | —                   | —                   | NC    |
| 2014 | Girls in Luv (avec Rameez)  | —                   | —                   | —                   | 67                  | —                   | NC    |
| 2015 | Careless (feat. Piñero)     | —                   | —                   | —                   | —                   | —                   | NC    |
| 2015 | 38 Degrees (feat. Rameez)   | —                   | —                   | —                   | —                   | —                   | NC    |
| 2016 | Ass up (feat. Rameez)       | —                   | —                   | —                   | —                   | —                   | NC    |
| 2017 | The One                     | —                   | —                   | —                   | —                   | —                   | NC    |
| 2017 | Oh Baby (avec Rameez)       | —                   | —                   | —                   | —                   | —                   | NC    |
| 2018 | Listen (avec Lotus)         | —                   | —                   | —                   | —                   | —                   | NC    |

### Remixes
- 2012: "Think About the Way" (Groove Coverage feat. Rameez)
- 2012: "Riot On The Dancefloor" (Groove Coverage)
- 2014: "Tell Me" (Groove Coverage)
- 2015: "Limelight" (Deeplow)
- 2016: "Dancin in the Sun" (Deeplow)
- 2016: "Badam" (Loona)